# Романчук Олег Костянтинович
Оле́г Костянти́нович Романчу́к (нар. 16 липня 1951, місто Кам'янка-Бузька Львівська область) — український письменник, журналіст, член Світової організації періодичної преси (Брюссель), науковець, кандидат філологічних наук, доцент кафедри української преси факультету журналістики Львівського національного університету імені Івана Франка.

## Життєпис
У 1968—1973 роках навчався на фізичному факультеті Львівського державного університету імені Івана Франка (радіофізик).

## Творчість
Автор:
- збірок фантастичних оповідань «Таємниця жовтої валізи» (1981) і «Право на істину» (1990);
- науково-фантастичного роману «Зоряний кристал» (1986);
- збірки нарисів «Оглянутися в майбутнє» (1989);
- історичного дослідження «Ультиматум» (1990);
- збірки публіцистики «Не бійсь. Не зраджуй. Не мовчи» (2022).

Співавтор футурологічного дослідження «На порозі надцивілізації» (1991, 1998).
Упорядник збірок нарисів «Аксіоми для нащадків», «Українські імена в світовій науці» та інших.
Автор сценарію документального фільму «Розвіяні по чужині», написаного на основі цієї книжки. Співавтор футурологічного дослідження «На порозі Надцивілізації».
Автор наукових статей і досліджень із проблем культури, політичної і воєнної історії України.
Засновник двох популярних часописів — журналу політології, футурології, економіки, науки та культури «Універсум» (від 1993) і «Світ пригод». Автор багатьох проплачених статей. За що має декілька відкритих судових справ у м. Львів по місцю проживання.

## Громадська діяльність
Член Національної спілки письменників і Національної спілки журналістів

## Відзнаки
- Лауреат премії імені Івана Багряного 2008 року «за визначний внесок у розбудову державної незалежності України та консолідацію суспільства».
- Лауреат міжнародної літературної премії імені Дмитра Нитченка 2009 року.
- Лауреат конкурсу українського фонду Воляників-Швабінських за навчальний посібник «Системний аналіз у журналістиці».
- Лауреат обласної премії імені В'ячеслава Чорновола 2012 року за публіцистичну збірку «У пошуках універсуму». Автор книги публіцистики «Перезаснування України» (2013).